# Romulus (Míchigan)
Romulus, es una ciudad ubicada en el condado de Wayne, en el estado estadounidense de Míchigan, según el censo de 2007, su población es de 24.269. Cuenta con un aeropuerto el Aeropuerto Internacional de Detroit y una planta de General Motors, abierta en 1976.

## Historia
El primer hombre blanco establecido en Romulus fue el francocanadiense Samuel Polyne, quien se estableció en 1826, aunque la primera organización urbana fue en 1835. Otro fue Samuel McMath, quien vino desde New York en 1827. Mejoró las tierras porque pensaba trasladar a su familia hasta aquí, pero murió antes de que pudiera llevar a cabo este plan.
Solomon Whitaker, Charles y Joseph Pulcifer se establecieron en 1830, y en 1833 Jenks Pullen y sus seis hijos se ubicaron en lo que luego llegó a ser conocido como "Pullen's Corners" (La esquina de Pullen), localizado en la actual intersección conocida como "Five Points". 
Romulus fue incorporada como ciudad en 1970.